# Play Parties in Song and Dance
Play Parties in Song and Dance (o Play Parties in Song and Dance as Sung by Lead Belly) è un album discografico del musicista blues statunitense Lead Belly, pubblicato nel 1941 dalla Asch Recordings.

## Descrizione
Nel 1941 Lead Belly fu presentato a Moses "Moe" Asch da amici comuni. Asch aveva una piccola etichetta discografica che si occupava di musica folk. Le prime sedute di registrazione di Lead Belly per Asch si svolsero tra maggio e luglio 1941 presso gli Asch Recording Studios, situati sulla West 46th Street a New York. Egli incise un totale di otto canzoni, sei delle quali furono incluse nell'album. Play Parties in Song and Dance venne originariamente pubblicato in formato a tre dischi in vinile da 78 giri.

## Tracce
1. Ha-Ha This Way – 1:37 – numero di matrice SC-26
2. Sally Walker – 2:42 – numero di matrice SC-27
3. Christmas Song – 2:44 – numero di matrice SC-34-X
4. Redbird – 2:57 – numero di matrice SC-32
5. Skip to My Lou – 2:14 – numero di matrice SC-79
6. You Can't Lose Me, Cholly – 2:40 – numero di matrice SC-80